# Espeleotema

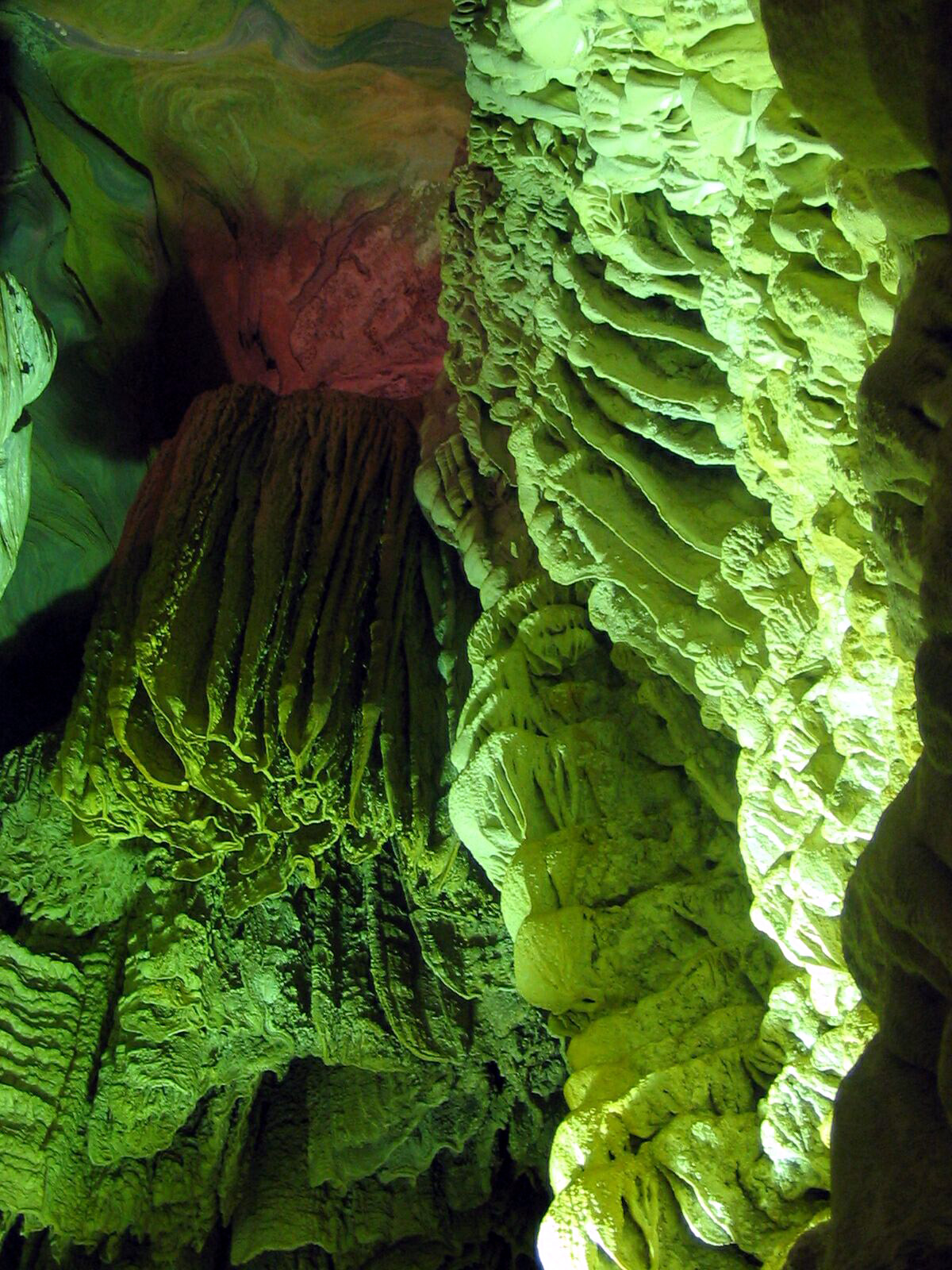
Um conjunto de cortinas e escorrimentos no interior da Gruta da Lapinha, Minas Gerais, Brasil

Espeleotema (Do grego, "depósito de caverna") ou concreção é o nome genérico de todas as formações rochosas que ocorrem tipicamente no interior de cavernas como resultado da sedimentação e cristalização de minerais dissolvidos na água. Os espeleotemas ocorrem comumente em terrenos constituídos por rochas carbonáticas (calcário, mármore e rochas dolomíticas) e relevo cárstico e são resultado da corrosão das rochas por ácidos dissolvidos na água, principalmente ácido carbônico, resultante da combinação da água com o CO2 da atmosfera ou do solo.
Formações semelhantes a espeleotemas podem ser formados em paredes e tetos de concreto, caso haja fraturas e falhas de impermeabilização

## Formação
Os minerais constituintes das rochas (principalmente calcita e dolomita) se dissolvem na água e fluem em direção às camadas sedimentares inferiores. Este processo, chamado carstificação é responsável pela criação de fendas e cavidades na rocha, tais como as cavernas. Em muitos casos, após a criação das cavidades ocorre o rebaixamento do lençol freático e as galerias e salões das cavernas se enchem de ar. Estas são as condições necessárias para a formação de espeleotemas.
Mesmo após o esvaziamento das galerias e salões, a água continua dissolvendo os minerais e escorrendo para a caverna através de fendas e furos na rocha. Quando esta solução rica em bicarbonato de cálcio entra em contato com a atmosfera da caverna, ocorre liberação de gás carbônico:
Pode haver pequenas diferenças nessa fórmula caso sejam outros os sais dissolvidos, mas o processo é sempre bastante semelhante. Os minerais mais comuns são o carbonato de cálcio CaCO3 e o sais com magnésio (como CaMg(CO3)2). Quando o gás carbônico se desprende a mistura fica supersaturada, devido à baixa solubilidade desses minerais em água pura. Nesta situação, os sais se precipitam em direção às superfícies sólidas próximas. À medida que a água pinga deixa sempre uma pequena quantidade de minerais precipitados que aos poucos se cristalizam. O CaCO3 dá origem a cristais de calcita ou aragonita, enquanto o CaMg( CO3)2 forma a dolomita. Em alguns casos formam-se outros cristais, como a gipsita ou silicatos, mas esses são mais raros.
Em alguns casos os cristais se formam no mesmo plano de clivagem dando origem a espeleotemas monocristalinos e transparentes. Em outros casos a cristalização pode ser desordenada originando espeleotemas com diversas colorações. Formações de calcita ou dolomita são tipicamente brancas. Outros minerais ou metais podem estar presentes na mistura e as formações podem adquirir colorações diferentes. Por exemplo, a coloração avermelhada pode ser resultado da presença de ferro enquanto o verde pode indicar presença de cobre. Como a composição não é uniforme, os espeleotemas podem ter diversas cores em camadas, de acordo com a época da deposição. 

## Tipos de espeleotemas

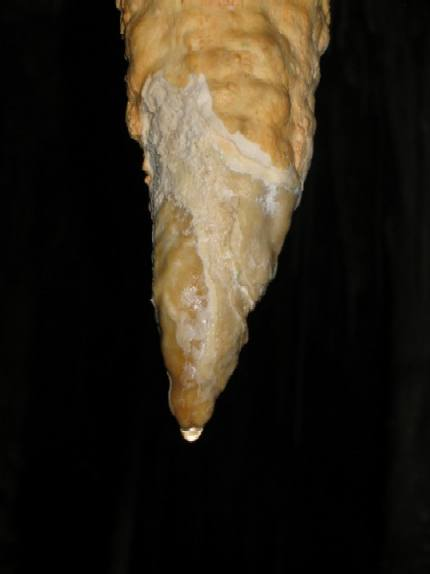
Gota pingando de uma estalactite. Gruta de Soreq, Israel

Os tipos mais comuns de espeleotemas são as estalactites e estalagmites, mas há diversos outros tipos.

### Estalactites
São formações que pendem do teto verticalmente. Formadas por gotículas de água que penetram o teto da caverna por pequenas fissuras. Quando ocorre liberação de CO2 a solução fica saturada e o mineral se precipita, formando um anel na área de contato da gota com o teto, fixando-se à rocha. Quando a gota cai, uma nova porção de água toma seu lugar. O novo anel mineral se junta ao anterior. Esse processo ao longo dos séculos cria tubos cilíndricos com 2 a 9 mm de diâmetro interno e paredes com aproximadamente 0,5 mm de espessura, que se estendem verticalmente em direção ao solo. A maior estalactite já registrada possui 28 metros de comprimento e fica na Gruta do Janelão em Januária, Minas Gerais, Brasil. As estalactites podem se manter totalmente cilíndricas, mas em geral, a água encontra novos caminhos pela porosidade da própria parede da estalactite e também pela sua raíz e escorre em torno do tubo. O depósito provocado por esse escorrimento externo torna as estalactites cônicas. Algumas estalactites possuem raízes com mais de 10 cm de diâmetro. Muitas vezes as estalactites se juntam em linhas que seguem uma fresta no teto ou em grupos que formam conjuntos que coletivamente podem atingir grandes dimensões.

### Espirocones e saca-rolhas
Tipos especiais de estalactites em formato de saca rolha ou de espiral. Geralmente são criadas quando o canal principal da estalactite se entope e a água é forçada a buscar outros caminhos pelas paredes do tubo ou pela raiz da estalactite. O escorrimento pela parte externa faz com que a estalactite fique mais espessa próxima à raiz. Irregularidades na rocha fazem com que a água escorra em espirais criando e forma característica desses espeleotemas.

### Helictites e heligmites

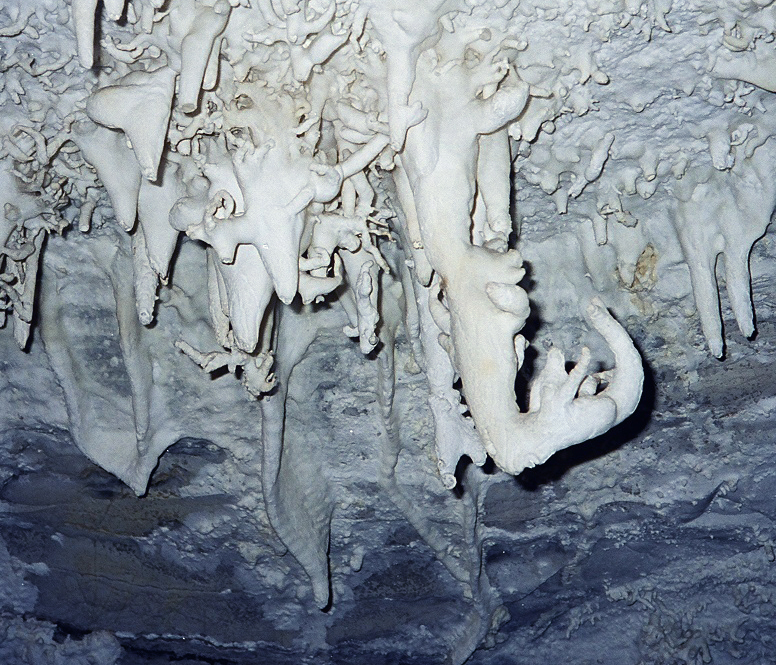
Helictites e cortinas no teto de uma caverna

São espeleotemas formados a partir do teto ou de paredes (helictites) ou do chão (heligmites). O processo é inicialmente semelhante ao das estalactites, mas ao invés de se formarem verticalmente em direção ao solo, as helictites se desviam para os lados ou mesmo para cima. São feitas de calcita ou de aragonita e, em alguns casos, estão associadas a flores ou agulhas de aragonita. Quando se formam nas paredes não resultam de gotejamento, mas de exsudação, ou seja, a água sai pela parede graças à porosidade da rocha.

### Cortinas
Quando o teto é inclinado, a água que chega pelas frestas não pinga verticalmente, mas escorre seguindo a curvatura do teto e paredes. A sedimentação dos minerais cria cortinas com espessura que varia de alguns milímetros até vários centímetros. As cortinas podem fazer bifurcações ou se juntar em conjuntos complexos, como na imagem no início desse artigo. Em algumas cavernas mais antigas, as cortinas podem chegar até o chão e podem até fechar algumas galerias. A Gruta Ouro Grosso em Iporanga, São Paulo, Brasil. possui diversas cortinas desse tipo.
Quando as cortinas são formadas com camadas sedimentares de diversas cores, são chamadas de bacon de caverna por se assemelharem às camadas de carne e gordura de uma fatia de bacon.

### Estalagmites

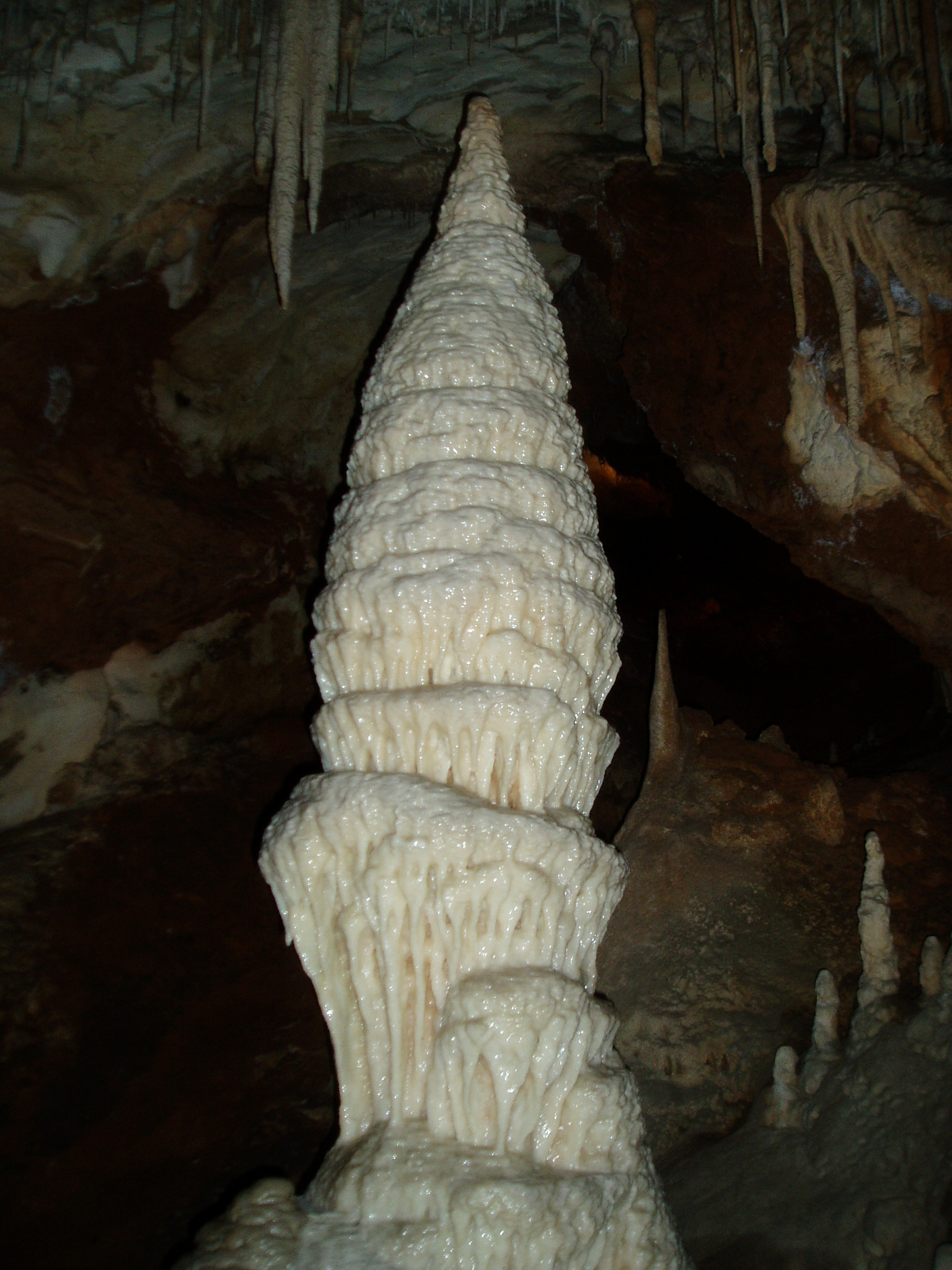
Estalagmite com diversos escorrimentos e várias camadas

Nem todo o mineral se deposita nas estalactites. Uma parte cai junto com a gota de água e se precipita no chão. O lento acúmulo provocado pela sequência de gotas provoca o surgimento de estalagmites, que também crescem verticalmente em direção ao teto. Em geral as estalagmites não têm um canal interno e costumam ter a ponta arredondada e o formato aproximadamente cilíndrico, mas também podem ser cônicas, em espiral ou com discos, como uma pilha de pratos. Podem ter mais de um metro de diâmetro e vários metros de comprimento. Na maior parte dos casos, há uma estalagmite para cada estalactite, mas grandes estalagmites podem ser formadas por vários gotejamentos diferentes. Elas também podem se juntar em conjuntos semelhantes aos de estalactites. Quando as estalactites e estalagmites se encontram, surge uma coluna.

### Escorrimentos
A água, que escorre pelas paredes ou em torno de colunas e estalagmites mais antigos, pode formar toda sorte de figuras. Uma das formas mais comuns são os órgãos, semelhantes a grupos de estalactites coladas nas paredes. Também há cascatas de pedra, escorrimentos de grandes volumes e com formatos variados. Outras formas de escorrimento podem criar discos ou folhas projetados das paredes, lustres ou pingentes no teto e placas estalagmiticas que se acumulam no chão cobrindo grandes áreas ao invés de subirem verticalmente. A exsudação pode criar gotículas, bolhas e outras formas chamadas coletivamente de coralóides. Alguns espeleotemas podem ter formações semelhantes a estalactites de pequeno comprimento que crescem lado a lado, chamados de dentes de cão.

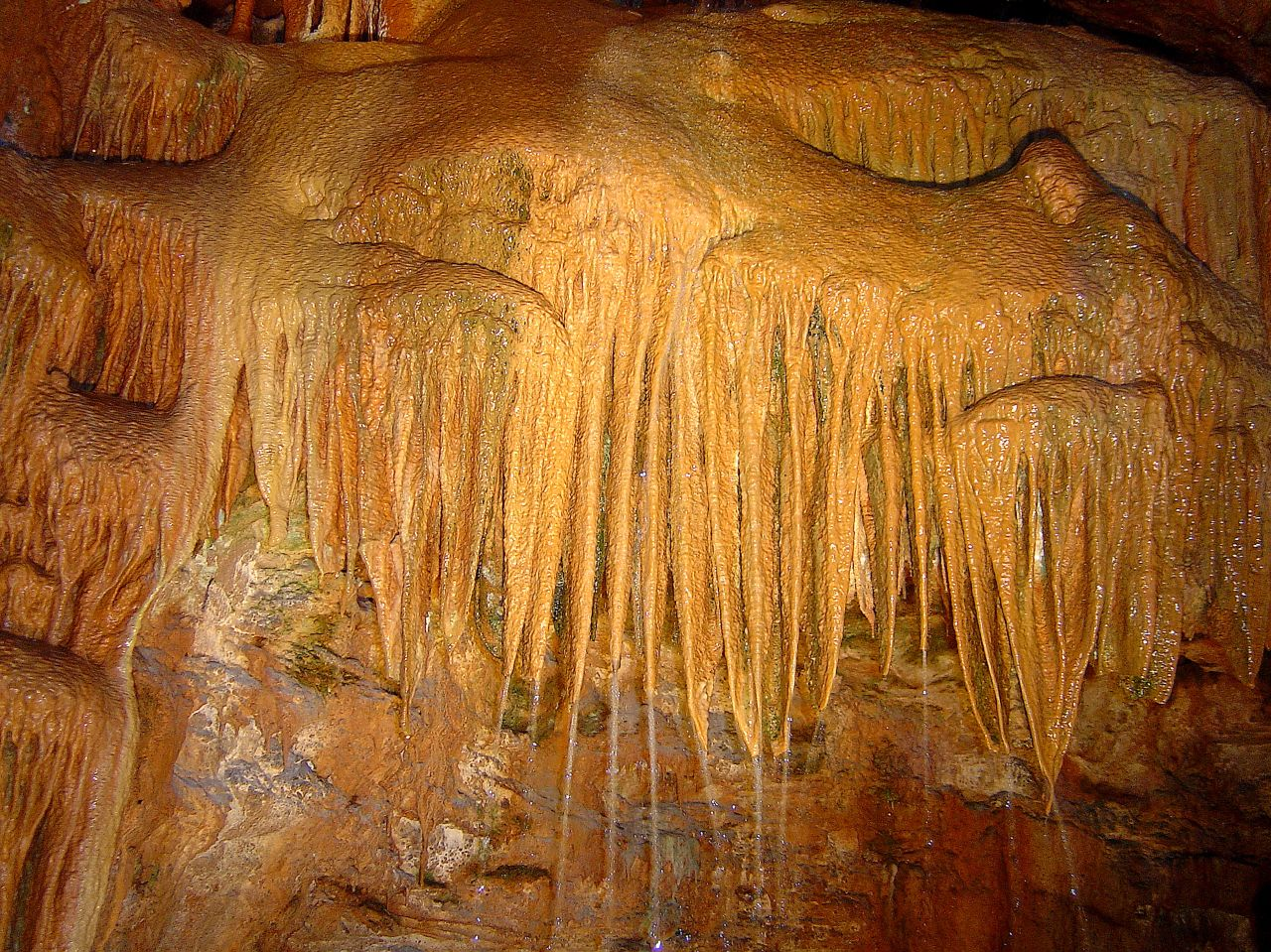
Cascata de Pedra na Gruta de Mira Daire, Portugal

### Flores e agulhas

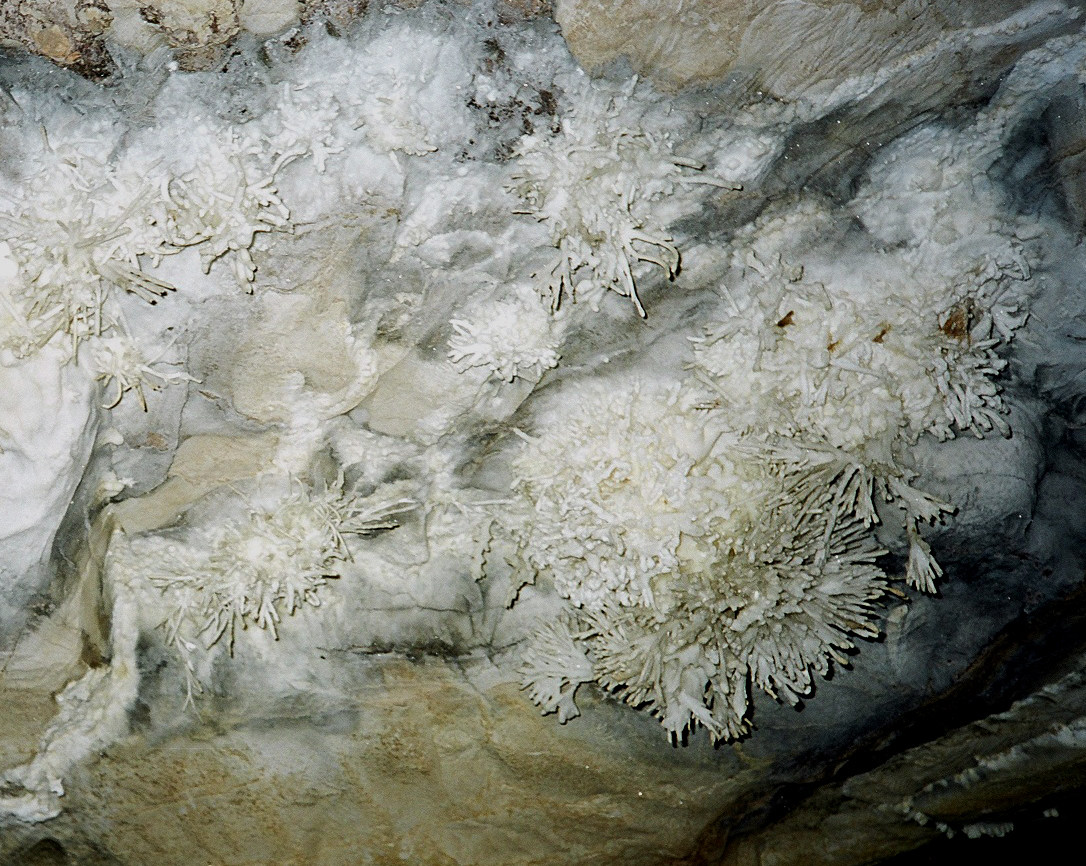
Flores de aragonita

As agulhas são finos tubos constituídos de aragonita transparente, com espessura muito pequena. Ocorrem aos conjuntos com dezenas ou centenas de agulhas umas próximas às outras. Podem nascer nas paredes no chão, raramente no teto, como resultado da exsudação. 
As flores são frequentemente constituídas de aragonita, mas também ocorrem em gipsita e calcita. São compostas de centenas de cristais que se irradiam a partir de um ponto central. Também podem fazer cachos, irradiados a partir de um eixo que pode se deslocar em diversas direções como o caule de um cacho de flores. 

### Outros espeleotemas
Em alguns casos, as gotas que atingem o chão não formam estalagmites. Se o chão é poroso ou constituído de areia ou argila, um furo é criado. Aos poucos as paredes do furo se calcificam formando pequenas cavidades com paredes, os cálices. 
Diversas outras formações são possíveis. Na verdade não há dois espeleotemas iguais em nenhuma caverna. Há uma grande variedade de testemunhos da ação da água em galerias inundadas, tais como canais de erosão, fendas e cavidades produzidas por rodamoinhos e diversos desenhos formados pela calcificação e deposição de minerais nas superfícies da caverna. Outras formas podem ser encontradas nos lagos, poças ou represamentos, tais como represas de travertino, jangadas e plataformas (precipitações que flutuam na superfície da água), pérolas e vulcões.